# Touhikou
「Touhikou」（トウヒコウ）は、日本のロックバンド・FIVE NEW OLDが2024年6月26日にワーナー・ミュージック・ジャパンより配信リリースした楽曲。

## 概要
前作「Showdown」から約半年ぶりのリリース。

今作のリリースに際して、HIROSHI（Vo.）は以下のようにコメントした。
目まぐるしい世の中で一生懸命生きていると、自分が息つく暇もなかった事さえ忘れていたりして、ふっと肩の力を抜ける時間がなさすぎる…！そんな時って世間様から少しおいとま頂いて、サボる事も大事だと思うのです。頑張っている人ほど、余裕なくなっちゃう。「ちょっと逃避行しようよ。」そんなムードで音楽を作ろうと思いました。メンバーと笑い合いながら作ったので、肩の力を抜きたくなったら「逃避行」のお供にしてください。
2024年6月24日には、バンドがレギュラー出演しているFM北海道「MUSIK BARISTA」にて初オンエアされた。
6月28日には、HIROSHIがYouTube番組「#BehindTheSong」に出演し、今作を解説した。
7月31日には、TBS系「PLAYLIST」にて本曲をテレビ初披露した。
9月13日にはミュージックビデオが公開された。

## 楽曲解説
1. Touhikou (03:25)
作詞 : Hiroshi Nakahara
作曲 : FIVE NEW OLD
編曲 : FIVE NEW OLD
  - 当初HIROSHIがつけたタイトルは「Sabotage」であったが、メンバーからの提案でバンド史上初のローマ字読みのタイトルである「Touhikou」に決まった[6]。
  - HIROSHI曰く、「曲を作れない時期に入ってしまっていた」状態から「逃避行」したいという思いから製作を進めたとのこと[6]。
  - 歌詞の「Turn it right now」は、「足りないな」に空耳するような英語を歌詞に入れたかったHIROSHIがChatGPTで調べて見つけたフレーズ[6]。

## 参加ミュージシャン
FIVE NEW OLD
- HIROSHI（ボーカル・ギター）
- WATARU（ギター・キーボード）
- SHUN（ベース）
- HAYATO（ドラムス）

## パワープレイ
- bayfm - 2024年7月度[7]